# کادووبووکا (استان پودلاسکی)
کادووبووکا (به لهستانی:  Kadłubówka) یک روستا در لهستان است که در گمینا برانگسک واقع شده‌است.